# Joseph Bouchardy
Joseph Bouchardy (París, 1810 - Châtenay-Malabry, Hauts-de-Seine, 28 de maig de 1870) va ser un autor dramàtic francès, conegut pels seus melodrames populars i les seves intrigues complicades.

## Obra dramàtica
- Le Fils du bravo, comèdia-vodevil en un acte (1836)
- Hermann l'ivrogne, drama en un acte (1836)
- Gaspardo le pêcheur, drama en quatre actes i 5 quadres, precedit d'un pròleg (1837)
- Longue-Épée le Normand, drama en cinc actes (1837)
- Le Sonneur de Saint-Paul, drama en quatre actes (1838)
- Christophe le Suédois, drama en cinc actes (1839)
- Lazare le pâtre, drama en quatre actes i un pròleg (1840)
- Paris le bohémien, drama en cinc actes (1842)
- Les Enfants trouvés, drama en tres actes (1843)
- Les Orphelines d'Anvers, drama en cinc actes i sis quadres (1844)
- La Sœur du muletier, drama en quatre actes i un pròleg (1845)
- Bertram le matelot, drama en quatre actes i un pròleg (1847)
- Léa, ou la Sœur du soldat, drama en cinc actes (1847)
- Un Vendredi, comèdia-vodevil en un acte (1849)
- La Croix de saint Jacques, drama en sis quadres, precedits d'un pròleg (1849)
- Jean le cocher, drama en cinc actes, precedits d'un pròleg i dos quadres (1852)
- Le Secret des cavaliers, drama en sis actes (1856)
- Micaël l'esclave, drama en quatre actes, precedit d'un pròleg (1859)
- Philidor, comèdia-drama en quatre actes (1860)
- L'Armurier de Santiago, drama en cinc actes i un pròleg (1868)